# Johann Jacoby
Pour les articles homonymes, voir Jacoby.
Johann Jacoby (né le 1er mai 1805 à Königsberg et mort le 6 mars 1877 au même endroit) est un médecin et homme politique prussien, meneur des démocrates radicaux allemands, socialiste et défenseur de l'émancipation des juifs.

## Jeunesse
Johann Jacoby est le fils du commerçant de confession juive Gerson Jacoby et de Lea, née Jonas. Il est le plus jeune de leurs cinq enfants. Après avoir fréquenté le lycée Fridericianum, il étudie la médecine à l'université de Königsberg à partir de 1823. Emmanuel Kant exerce alors une forte influence au sein de l'établissement. Avec Eduard von Simson, il fonde le 2 février 1827 le corps étudiant Littauer-Kränzchen, la petite couronne de Lituanie, qui devient en 1829 le Corpslandsmannschaft Littuania.
Il présente sa thèse portant sur le Delirium tremens en 1827 et passe les examens d'État l'année suivante. Il débute alors une carrière de médecin généraliste et soigne à partir de 1829 en parallèle à l'hôpital juif de Königsberg. Quand l'épidémie de choléra éclate en 1831 en Pologne, il est le premier médecin de l'Est de la Prusse à se rendre sur place par ordonnance officielle. Il y étudie la maladie dans un district polonais sous contrôle russe, alors même que la région est en pleine insurrection. L'épidémie atteint Königsberg peu après. Son travail est alors remarqué, la ville le nomme citoyen d'honneur et le haut président local, Theodor von Schön, déclare à son propos : « Je vais rapporter vos hauts faits à Berlin, mais pour un ordre ou une distinction, vous savez, il ne faut pas compter dessus. Vous êtes juif,. »

## Combat pour l'émancipation des juifs
Dès les années 1820, Johann Jacoby se montre critique vis-à-vis de la politique du gouvernement prussien, peu favorable à l'émancipation des juifs. Ce n'est qu'à partir de la révolution de juillet et de l'insurrection polonaise que son engagement politique prend son envol. Il est un membre actif de la communauté juive et a par exemple fait des propositions afin de modifier les rites. Il commence son action politique, avec réticence au début, par la question de l'accès à la citoyenneté des juifs. Son biographe, Edmund Silberner, affirme que Jacoby « ne se sentait pas très proche des racines spirituelles du judaïsme, pas très attaché à la religion juive; il a grandi dans la culture allemande et y était lié ». Jacoby considère que le succès de l'émancipation des juifs est lié à celui des libéraux-démocrates et du mouvement national « Je suis moi-même juif et allemand, ainsi le Juif en moi ne peut être libre sans l'Allemand et vice versa, ». Dans un pamphlet publié en 1833, il affirme que le droit à l'émancipation est un droit dont on les prive, que la différenciation n'est pas une bénédiction. Il déclare, de plus, ne jamais avoir tourné le dos à la judaicité. Il appartient à la communauté juive jusqu'à sa mort, même si son intérêt pour Spinoza lui a fait perdre celui pour la religion juive. 

## Homme politique pendant leVormärz

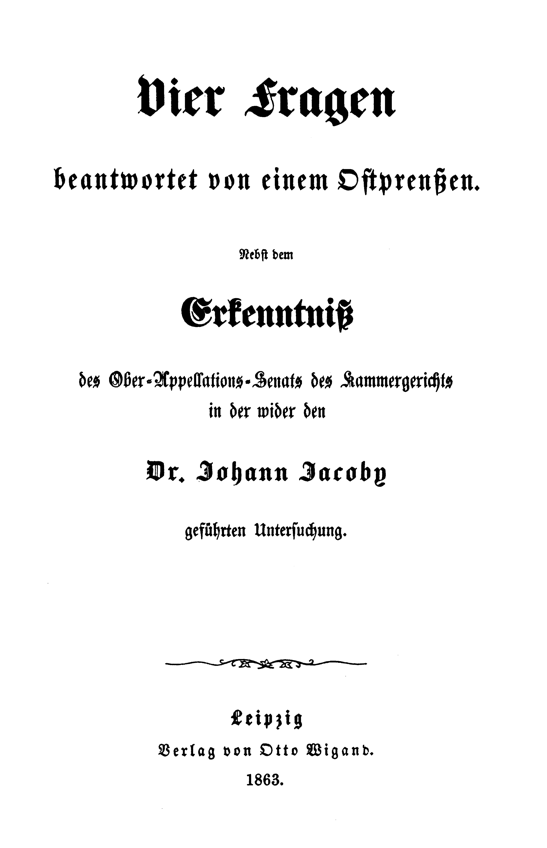
Quatre questions, répondues par un Prussien de l'Est

Jacoby participe aux cercles de discussion libéraux de Königsberg à partir de 1839. Il crée sur ces bases la société Donnerstag. En 1841, il fait publier de manière anonyme par Otto Wigand (de) Quatre questions, répondues par un Prussien de l'Est. Il y est favorable à l'établissement d'une constitution en Prusse et à la création d'un parlement national. Il rappelle également la promesse royale de créer et de rédiger une constitution, faite en 1815. Peu après la parution, il rédige une lettre au roi, où il dévoile qu'il en est l'auteur. Il devient ainsi un des hommes politiques libéraux reconnus. Franz Ziegler (de) décrit ainsi Jacoby : « Alors que nous vivions encore tous dans l'obscurité sur le plan politique, Johann Jacoby est sorti de la pénombre, clair, brillant, hardi et devient le baptiseur de la vie politique en Prusse,. » Jacoby est condamné par le tribunal de Königsberg pour lèse-majesté et d'autres délits à deux ans et demi de prison. En seconde instance, le juge, de tendance libérale, l'acquitte. Ce juge est par la suite relevé de ses compétences. Robert Eduard Prutz reconnait plus tard : « Le procès de Jacoby était en même temps celui de tout le libéralisme prussien,. » Les années suivantes, Jacoby est à la fois orateur politique et journaliste. Dans une lettre au parlement provincial, il réclame la création d'un parlement national. Il est de nouveau attaqué en justice et se défend par de nouveaux écrits publics.
Le 11 avril 1847, le parlement uni prussien est convoqué pour la première fois et remplace les huit parlements provinciaux. Il ne s'agit cependant pas d'une assemblée élue, les députés représentent leur ordre. Jacoby se rend à Berlin, afin de pouvoir communiquer avec les députés libéraux et ainsi les influencer. Il participe notamment aux réunions de l'opposition politique et rencontre régulièrement les représentants de l'Est de la Prusse. Il s'attend à ce que le parlement uni se ligue contre la politique gouvernementale, cependant, après un bref premier temps d'observation, il se met à critiquer les négociations diplomatiques qui se font à l'abri des regards. Selon lui, les députés ont de bonnes intentions mais manquent de détermination. Il quitte la capitale le 5 mai et voyage durant trois mois à travers l'Allemagne, ainsi qu'à Zurich et Bruxelles, à la rencontre des membres les plus importants de l'opposition.

## Durant la révolution
Après l'éclatement de la révolution de mars, Jacoby devient membre du pré-parlement et est l'unique juif du comité des cinquante. Il fait partie des démocrates les plus favorables à la république. Toutefois, il n'est pas convaincu que toutes les conditions soient réunies pour l'établissement d'une république allemande et renonce à diffuser ses idées. Il n'est pas élu au parlement de Francfort par la circonscription de Königsberg. Son parti pris pour l'indépendance de la province de Posnanie dans le comité des cinquante ne l'a surement pas aidé. Il pense en effet que le droit de chaque peuple à disposer d'eux-mêmes va s'imposer de toute façon avec le temps. Il est par contre élu à l'assemblée nationale prussienne dans une des circonscriptions de Berlin. Il y est un des meneurs de la gauche. Il parle certes peu devant l'assemblée, mais est fortement impliqué dans l'organisation du mouvement démocratique. Après la chute des révolutionnaires à Vienne face aux forces réactionnaires et après la nomination au poste de ministre-président de Prusse de Frédéric Guillaume comte de Brandebourg à la place d'Ernst von Pfuel, l'assemblée nationale décide le 2 novembre 1848 d'envoyer le jour même une délégation à la rencontre de Frédéric-Guillaume IV à Potsdam. Les délégués remettent au roi une lettre sur l'état du pays. Le roi prend la pétition sans dire un mot et souhaite congédier la délégation sans leur donner de réponse. À l'encontre de l'étiquette, Jacoby s'exclame alors :
« C'est le malheur des rois, que de ne pas vouloir entendre la vérité,! »
Après la fin de l'audience, les autres délégués reprochent vivement à Jacoby son effronterie et le laisse sur le chemin. La nouvelle du comportement de Jacoby se répand rapidement à Berlin et est accueilli avec enthousiasme par les cercles libéraux. L'assemblée nationale est dissoute le 5 décembre 1848 et une Constitution prussienne  est octroyée par le roi. En février 1849, Jacoby est élu à la chambre basse du parlement prussien. Après sa dissolution en avril 1849, il entre le 24 mai 1849 au parlement de Francfort, qui lui-même est en train de se disloquer, à la place de Daniel Friedrich Gottlob Teichert (de). Les restes du parlement et Jacoby déménagent à Stuttgart pour former le parlement croupion jusqu'à sa fin le 18 juin 1849. Il fuit ensuite en Suisse avec d'autres députés. Pourtant, quand le tribunal de Königsberg le poursuit pour haute trahison, du fait de sa participation au parlement croupion, il retourne en Prusse pour faire face aux accusations. Au bout de sept semaines de procès, il est finalement acquitté.

## Opposant à Bismarck
Durant les années de réaction qui suivent, Jacoby est placé sous surveillance policière et se concentre sur ses activités de médecin. Il commence également à travailler à un ouvrage philosophique de grande ampleur qui n'est cependant jamais achevé. Il publie seulement quelques extraits peu avant sa mort.
Avec l'abdication du roi Frédéric-Guillaume IV en 1858 commence la nouvelle ère. Jacoby revient alors en politique. Il devient membre l'année suivante de l'Association nationale allemande puis en 1861 du Parti progressiste. De 1863 à 1870, il représente la deuxième circonscription de Berlin à la chambre des représentants de Prusse. Il y fait partie de l'aile gauche du Parti progressiste. Lors du conflit constitutionnel prussien, dans lequel la majorité parlementaire rejette la réforme militaire proposée par Guillaume Ier et son ministre-président Otto von Bismarck, il souhaite, avec d'autres députés, appeler à la désobéissance civique. Quatre jours après la convocation du parlement, le 9 novembre 1863, il tient un discours devant ses électeurs pour défendre la constitution. Il déclare « Si la Prusse veut devenir un État de droit, l'État militaire et des Junkers de Prusse doit nécessairement disparaître. » Dans la suite du discours, il appelle le peuple à agir :
« Le peuple doit être prêt à agir pour son droit... Ni la révolution, ni la volonté loyale d'un souverain libéral ne peuvent donner au peuple la liberté, la sagesse des hommes d'État et des orateurs parlementaires en sont tout autant incapable. Le peuple doit penser par soi-même, agir par soi-même, travailler par soi-même, afin de transformer le bout de papier constitutionnel en une véritable constitution vivante. Dans le domaine économique comme dans le domaine politique, le peuple ne peut compter que sur lui-même,! »
Il est ensuite emprisonné durant six mois. Pendant sa détention, il organise la publication de son discours et rédige le livre L'Homme libre. Rétrospective et vision de l'avenir d'un prisonnier d'État.
Dans le journal Die Zukunft, qu'il publie avec Guido Weiss (de) de 1867 à 1871, il combat la solution petite-allemande, qui prévoit l'unité allemande sous domination prussienne. Juste avant la guerre des Duchés de 1864, il implore les trop courageux Danois de se retirer des territoires allemands et ainsi de libérer le Schleswig-Holstein à jamais de la domination étrangère. Il soutient pourtant l'indépendance des deux Duchés et se déclare contre l'annexion prussienne après la guerre. Pour des raisons similaires, il proteste contre la guerre austro-prussienne de 1866 et l'annexion de nouveaux territoires à la Prusse. Il est également opposé à la constitution de la Confédération de l'Allemagne du Nord. Dans son texte Principe de nationalité et liberté étatique,, il présente son attachement à l'idéalisme allemand inspiré par Herder, Fichte, Schiller et surtout Kant. Il pense qu'États et nationalités ne sont que des moyens sur la voie vers la liberté individuelle et du peuple. Selon lui, les nations, qui sont des communautés culturelles, peuvent choisir d'avoir leur propre État ou de s'unir avec d'autres dans un État commun. L'essentiel est, selon lui, le développement du caractère national qui correspond au développement des libertés individuelles. Il ne considère pas nécessaire l'unité d'un peuple. Il faut comprendre dans ce sens son discours du 6 mai 1867 sur la constitution de la confédération de l'Allemagne du Nord prononcé devant la chambre des représentants de Prusse :
« Messieurs, en tant qu'un des plus anciens combattants pour l'État de droit en Prusse permettez-moi de prononcer une courte mise en garde. Ne vous leurrez pas à propos des conséquences de votre décision ! L'abandon du droit à la liberté n'a jamais mené un peuple à la puissance nationale et à la grandeur. Donner lui [le généralissime] les pleins pouvoirs et vous proclamez par là même la guerre civile ! L'Allemagne, unie par la liberté étatique, est la plus sûre forteresse pour la paix en Europe ; sous la domination militaire prussienne, l'Allemagne est à l'inverse un danger constant pour ses proches voisins, le début d'une période de guerre, qui menace de nous renvoyer à la triste époque de la loi du plus fort. Que la Prusse, que la patrie allemande, soit protégée d'un tel malheur,! »

## Départ du parti progressiste
Après la guerre de 1866, la mise en place de la solution grande-allemande est devenue irréaliste. En parallèle, le mouvement ouvrier réclame de plus en plus d'indépendance vis-à-vis des libéraux, de gauche certes, mais issus de la bourgeoisie. Jocaby cherche le compromis en mettant sur un pied d'égalité les réformes politiques et sociales. La tentative de réconciliation des deux mouvements avec la création d'un nouveau parti populaire allemand est un échec. Jacoby commence alors à se tourner progressivement vers les idées du mouvement ouvrier. En novembre 1868, il quitte le Parti progressiste. Le principe d'égalité devant la loi n'est selon lui plus au centre des préoccupations du parti. Il considère également que le système parlementaire n'offre que l'illusion de l'égalité entre citoyens. Il pense que seule la prise de pouvoir de la volonté générale par la gouvernance du peuple de manière directe peut garantir l'égalité de droit. En janvier 1870, il écrit Le but du mouvement ouvrier qui est traduit en plusieurs langues et dans lequel il explique que la cause ouvrière est celle de l'égalité, de l'humanité et de la culture. Il plaide pour l'abolition du système salarial et la création d'une économie faite d'associations et de coopératives dans lesquelles tous seraient égaux. Il s'agit donc d'une synthèse entre libéralisme et socialisme.
Il tient un discours contre l'annexion de l'Alsace-Lorraine en pleine guerre franco-allemande, le 14 septembre 1870. Après être passé devant un tribunal militaire, il est emprisonné dans la forteresse de Lötzen. Bismarck, par calcul politique et peut-être par respect pour ce « vieux juif fatigué » comme il l'appelé, prend son parti. Le refus de la guerre manifesté par Jacoby met fin à sa longue amitié avec l'écrivain Fanny Lewald. En 1867, il participe à la fondation de la Ligue de la paix et de la liberté à Berne. Un de ses objectifs est la création des États-Unis d'Europe.
Lors des premières élections du Reichstag en mars 1871, il n'est pas élu. Bien qu'il se présente dans toutes les circonscriptions en tant que démocrate face à ses anciens compagnons du Parti progressiste, ceux-ci ne se concerte pas pour l'empêcher d'obtenir un succès d'estime.

## Social-démocrate
À la suite du procès pour haute trahison de Leipzig (de) contre  August Bebel et Wilhelm Liebknecht, Jacoby rejoint le Parti ouvrier social-démocrate en 1872. Les principes représentés par le parti sont selon lui sans aucun doute les mêmes que ceux des démocrates de 1848. Même si ses opinions réformatrices, qu'il partage avec Albert Dulk (de), provoquent quelques frictions, il dispose d'un très grand prestige dans le parti. Il respecte les conclusions de Karl Marx en matière sociale et le remercie pour avoir écrit Le Capital, pourtant il rejette la lutte des classes révolutionnaire. Les idées qu'il a présenté dans Profession de foi sociale en 1870, n'ont pas fondamentalement changées depuis.
Aux élections de 1874, il gagne après un tour de ballotage dans la circonscription de Leipzig en tant que candidat social-démocrate. Il n'accepte cependant pas son mandat, comme il l'avait déjà annoncé avant les élections devant plusieurs réunions de sympathisants. Il écrit peu après qu'il pense qu'il est impossible de transformer un État militaire, certes sur la voie du parlementarisme, en un État populaire. Son désistement coûte au parti un siège au parlement, la seconde élection désignant le libre-penseur Carl Erdmann Heine vainqueur. Il est vivement critiqué au sein du parti. En novembre 1876, les démocrates et les sociaux-démocrates de Königsberg nomment August Bebel candidat à l'élection fédérale. Lors d'une réunion électorale, Bebel fait la rencontre de Jacoby qui lui laisse une impression positive.
Johann Jacoby décède le 6 mars 1877 à Königsberg des suites de complications liées à une opération. Son enterrement rassemble entre 5 000 et 10 000 personnes. Même s'il n'était pas religieux en public, il aurait dit à sa sœur vouloir être inhumé selon les rites juifs. Le rabbin de la communauté juive locale Isaak Bamberger prononce donc un discours lors des obsèques.
Après sa mort, l'administration prussienne rejette la proposition du conseil municipal de Königsberg d'édifier un buste en son honneur.

## Œuvre
- (de) Beitrag zu einer künftigen Geschichte der Zensur in Preußen, Paris, Imprimerie de Bourgogne et Martinet, 1838
- (de) Vier Fragen beantwortet von einem Ostpreußen, Mannheim, H. Hoff, 1841 (lire en ligne)
- (de) Der freie Mensch. Rück- und Vorschau eines Staatsgefangenen, Berlin, Jullius Springer, 1866
- (de) Edmund Silberner (dir.), Briefwechsel 1816–1849 et Briefwechsel 1850–1877., Bonn-Bad Godesberg, Neue Gesellschaft, 1974 et 1976
- (de) Gesammelte Schriften und Reden von Dr. Johann Jacoby, t. 2, Hambourg, Otto Meißner, 1872
  - (de) Gesammelte Schriften und Reden. Zweiter Theil, Hambourg, Otto Meißner, 1872 (lire en ligne), « Rede vor dem Kammergericht am 9. Januar 1865 »
  - (de) Das Ziel der Arbeiterbewegung, Berlin, 1870 (lire en ligne), p. 345-371, discours tenu le 7 juin 1870 devant les Berlinois.

## Citations
1. ↑  « Ich werde auch nach Berlin darüber berichten, aber einen Orden, eine Auszeichnung, wissen Sie, können Sie nicht bekommen. Sie sind Jude. »
2. ↑  « Wie ich selbst Jude und Deutscher bin, so kann in mir der Jude nicht frei werden ohne den Deutschen und der Deutsche nicht ohne den Juden. »
3. ↑  « Als wir alle noch in politischer Finsternis lebten, trat Johann Jacoby aus dem Dunklen hervor, fertig klar, glänzend, kühn und ward der Schöpfer des politischen Lebens in Preußen. »
4. ↑  « Mit ihm stand gleichsam der gesamte preußische Liberalismus vor Gericht. »
5. ↑  « Das ist das Unglück der Könige, daß sie die Wahrheit nicht hören wollen! »
6. ↑  « Deutscher Nationalverein »
7. ↑  « Soll Preußen als Rechtsstaat entstehen, muss notwendig der Militär- und Junkerstaat Preußen untergehen. »
8. ↑  « Das Volk muss bereit sein, selbst einzustehen für sein gutes Recht ... Nicht Revolution, nicht der redlichste Wille freisinniger Fürsten kann einem Volke die Freiheit geben, ebensowenig vermag dies die Weisheit von Staatsmännern und Parlamentsrednern. Selbst denken, selbst handeln, selbst arbeiten muss das Volk, um die papierne Verfassungsurkunde zu einer lebendigen Verfassungswahrheit zu machen. Wie auf dem wirtschaftlichen Gebiete, ganz ebenso auf dem politischen – ‚Selbsthilfe‘ ist die Lösung! »
9. ↑  « Der freie Mensch. Rück- und Vorschau eines Staatsgefangenen »
10. ↑  « Nationalitätsprinzip und staatliche Freiheit »
11. ↑  « Meine Herren, gestatten Sie mir als einem der ältesten Kämpfer für den Rechtsstaat in Preußen, gestatten Sie mir zum Schluss noch ein kurzes Wort der Mahnung. Täuschen Sie sich nicht über die Folgen Ihres Beschlusses! Verkümmerung der Freiheitsrechte hat noch niemals ein Volk zu nationaler Macht und Größe geführt. Geben Sie dem ›obersten Kriegsherrn‹ absolute Machtvollkommenheit, und Sie proklamieren zugleich den Völkerkrieg! Deutschland – in staatlicher Freiheit geeint – ist die sicherste Bürgschaft für den Frieden Europas; unter preußischer Militärherrschaft dagegen ist Deutschland eine ständige Gefahr für die Nachbarvölker, der Beginn einer Kriegsepoche, die uns in die traurigen Zeiten des Faustrechts zurückzuwerfen droht. Möge Preußen, möge das deutsche Vaterland vor solchem Unheil bewahrt bleiben! »
12. ↑  « Das Ziel der Arbeiterbewegung »
13. ↑  « jenes alten dürren Juden »
14. ↑  « Internationalen Friedens- und Freiheitsliga »
15. ↑  « soziales Glaubensbekenntnis »